# Kariama czerwononoga
Kariama czerwononoga (Cariama cristata) – gatunek dużego ptaka z rodziny kariam (Cariamidae), zamieszkujący Amerykę Południową. Nie jest zagrożony.

## Taksonomia
Jedyny żyjący przedstawiciel rodzaju Cariama. Nie wyróżnia się podgatunków. Proponowane podgatunki leucofimbria (południowe Mato Grosso), bicincta (Goiás i Mato Grosso), schistofimbria (północne Mato Grosso) i azarae (Paragwaj i południowa Brazylia po Argentynę) uznane za nieważne; różnice w wyglądzie uznano za zmienność osobniczą, a nie geograficzną.

## Występowanie
Kariama czerwononoga występuje od wschodniej Boliwii po wschodnią Brazylię i na południe po północną Argentynę i Urugwaj. Ptak ten zamieszkuje skąpo zadrzewione oraz zakrzewione otwarte stepy.

## Ubarwienie

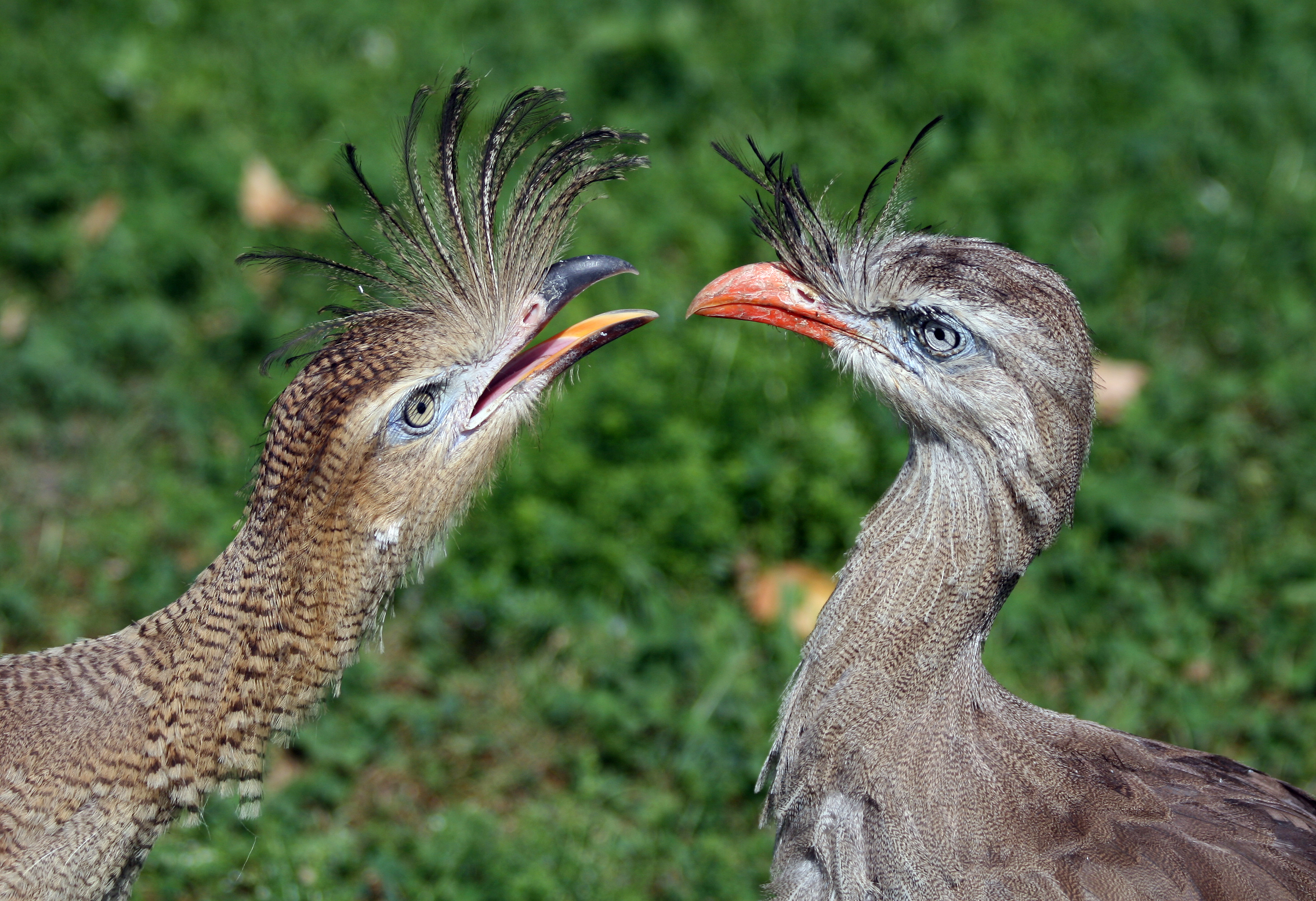
Młoda kariama (po lewej) różni się od dorosłej barwą upierzenia i dzioba

Kariama czerwononoga jest upierzona w kolorach od żółtoszarego po brunatny, a spód ciała jest biały.

## Pożywienie
Kariama czerwononoga odżywia się małymi gryzoniami, wężami, jaszczurkami, owadami oraz owocami. 

## Rozród
Samica kariamy czerwononogiej składa dwa jaja, które są wysiadywane przez oboje rodziców przez ok. 26 dni.

## Status
Międzynarodowa Unia Ochrony Przyrody (IUCN) uznaje kariamę czerwononogą za gatunek najmniejszej troski (LC – Least Concern) nieprzerwanie od 1988 roku. Liczebność populacji nie została oszacowana, ale ptak ten opisywany jest jako dość pospolity. Ze względu na brak dowodów na spadki liczebności bądź istotne zagrożenia dla gatunku, BirdLife International uznaje trend liczebności populacji za stabilny.